# 游鰭葉鰺
游鰭葉鰺（学名：Atule mate），俗名為四破、黃尾瓜仔、平瓜仔、巴浪鱼，為輻鰭魚綱鱸形目鱸亞目鰺科的其中一個種。

## 命名
本物種最早由法國博物學家喬治·庫維爾於1833年首次根據從塞席爾群島採集的標本為科學性描述，他將該物種命名為Caranx mate。該物種隨後被重新描述並命名多次，大多數作者將其放置在其他鰺科屬中，包括Caranx，Decapterus和Selar。 1906年，Jordan將本物種獨立為一個屬，從而創造了Atule。

## 分布
本魚分布於印度太平洋區，包括東非、紅海、馬達加斯加、模里西斯、塞席爾群島、波斯灣、馬爾地夫、斯里蘭卡、印度、安達曼海、日本、中國沿海、台灣、菲律賓、越南、泰國、馬來西亞、印尼、澳洲、新幾內亞、馬里亞納群島、馬紹爾群島、所羅門群島、新喀里多尼亞、法屬波里尼西亞、斐濟群島、密克羅尼西亞、夏威夷群島、吐瓦魯、東加等海域。

## 深度

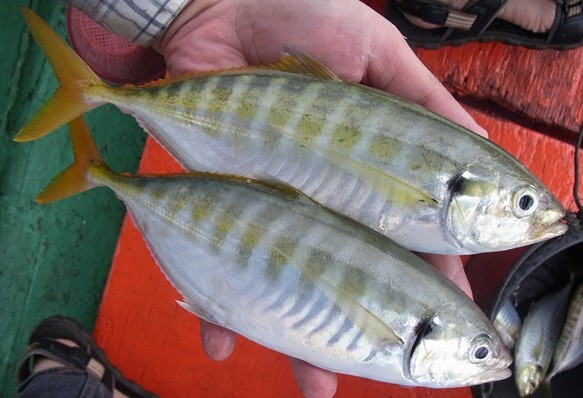
在帛琉捕獲的游鰭葉鰺

水深0至50公尺。

## 特徵
本魚側線前部呈弧形，長度與直走部相若。體長為頭長的3.5倍。第一背鰭有硬棘8枚；第二背鰭有硬棘1枚、軟條23至24枚；臀鰭有硬棘1枚、軟條19至21枚，最後兩枚鰭條成游離狀；稜鱗數目約在38至45枚。體色為明亮的橄欖綠至綠色，腹部銀白色，體側具有灰色的橫紋排列，背鰭及尾鰭為黃綠色，臀鰭白色，其他魚鰭透明，體長可達30公分。

## 生態
本魚屬於群游性魚類，多以浮游生物為主食，偶而攝食魚類或甲殼類。。

## 經濟利用
食用魚，可紅燒、清蒸食用。